# Burg Dietrichstein

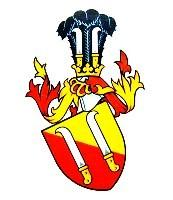
Stammwappen derer von Dietrichstein

Burgruine und Schloss Dietrichstein liegen bei Feldkirchen an einem bedeutenden Verkehrsweg oberhalb des Glantals in Kärnten, der seit dem Mittelalter den Teil einer Hauptverkehrsader, der sogenannten Venedigerstraße zwischen Wien und Venedig, darstellte. Die Burg wird als Stammsitz des bedeutenden Geschlechtes derer von Dietrichstein angesehen, das schließlich in den Reichsfürstenstand aufstieg. Das Schloss steht unter Denkmalschutz.

## Burg

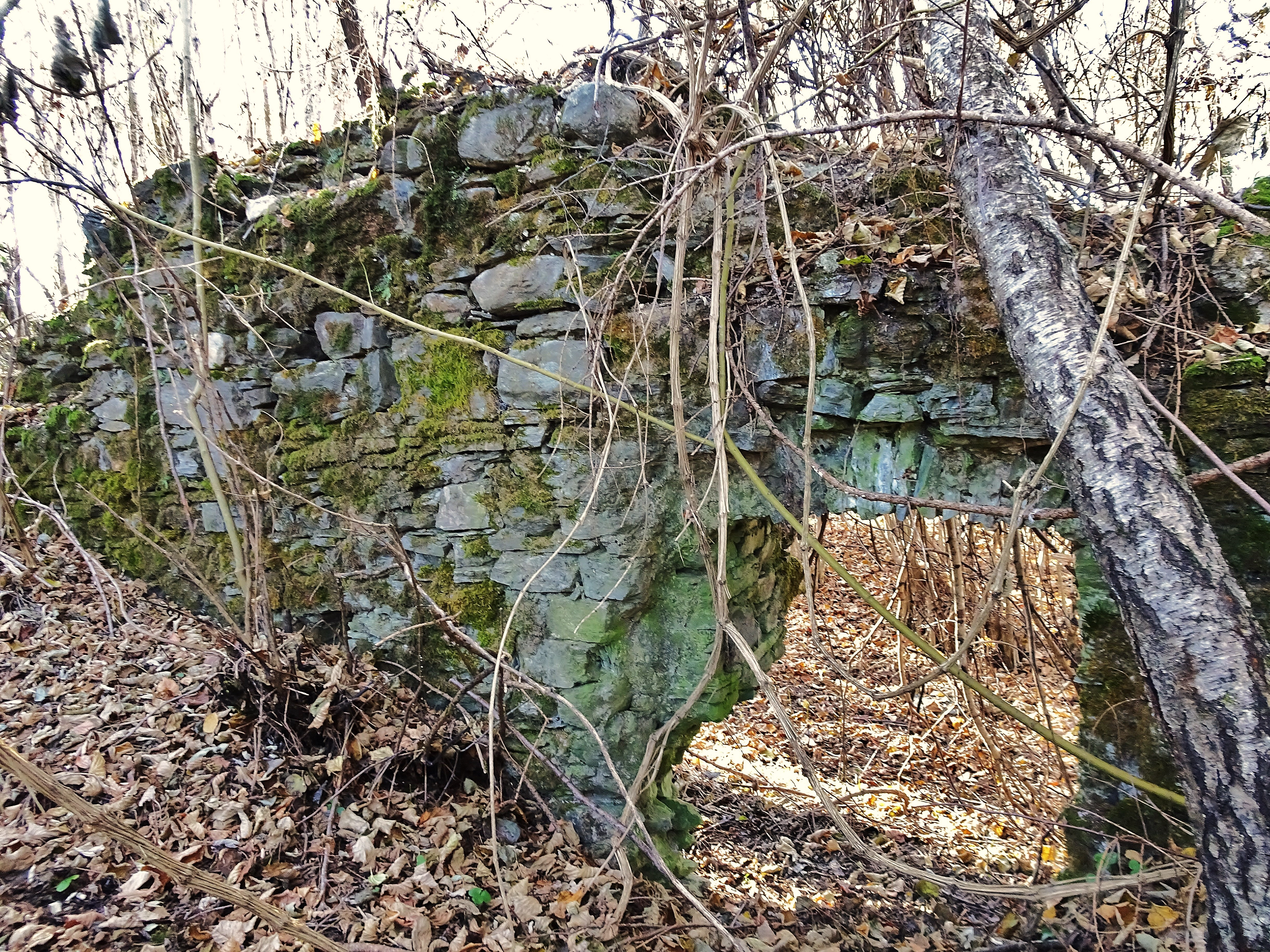
Teilansicht der Burgruine

Es gibt Überlieferungen, wonach die Burg schon im 9. Jahrhundert von Dietrich von Zeltschach errichtet worden sein soll. Die erste Nennung der Burg, nach einem Ministerialen Ritter Dietrich, dem vermutlichen Erbauer der Burg, stammt von 1103. Die Dietrichsteiner waren ursprünglich Ministerialen der Eppensteiner Herzöge von Kärnten, bis im Jahre 1166 Hochstift Bamberg die Burg und den in der Nähe liegenden Ort Feldkirchen erwarb. Die Bischöfe vergaben die Burg an ein Ministerialengeschlecht, das sich nach der Burg nannte, sie jedoch nicht besaß. 
Im Wappen derer von Dietrichstein war das Winzermesser, ein Hinweis auf den Weinbau im Mittelalter in dieser Gegend. Die Anlage war die Sicherungsburg des späteren Marktes Feldkirchen und diente zur Kontrolle der Glantalstraße. Um 1335 wurde die Burg durch Margarethe Maultasch zerstört. Aber noch vor 1370 wurde die Burg wiederinstandgesetzt. Im Jahre 1483 musste Pankraz von Dietrichstein die Burg nach halbjähriger Verteidigung an die belagernden Soldaten des Ungarkönigs Matthias Corvinus übergeben, die entgegen den bei der Übergabe gemachten Zusagen die Burg völlig zerstörten. Nach dem Abzug der Ungarn wurde die Burg 1491 geschleift. „Also bleibt sie auf heutigen Tag wüst, öd, und unerbaut, zu einer Wohnung der Gespenster.“
Die Burganlage thronte an einem Felsabhang über dem Glantal. Von der noch Mitte des 19. Jahrhunderts als „groß und imposant“ bezeichneten Ruine ist nicht mehr viel übrig: Teile des romanischen Beringes sind an der Nordseite noch bis zu einer Höhe von circa zwei Metern erhalten. Weiters ist an der Ostseite spätgotisches Mauerwerk sichtbar. Bis vor kurzem zeichnete sich im Burghof noch der Grundriss des Bergfriedes und der Zisterne ab. An der Südwestseite fällt der Fels steil ins Glantal ab, die Nordostseite ist von zwei Wällen und drei Gräben gesichert.

## Schloss

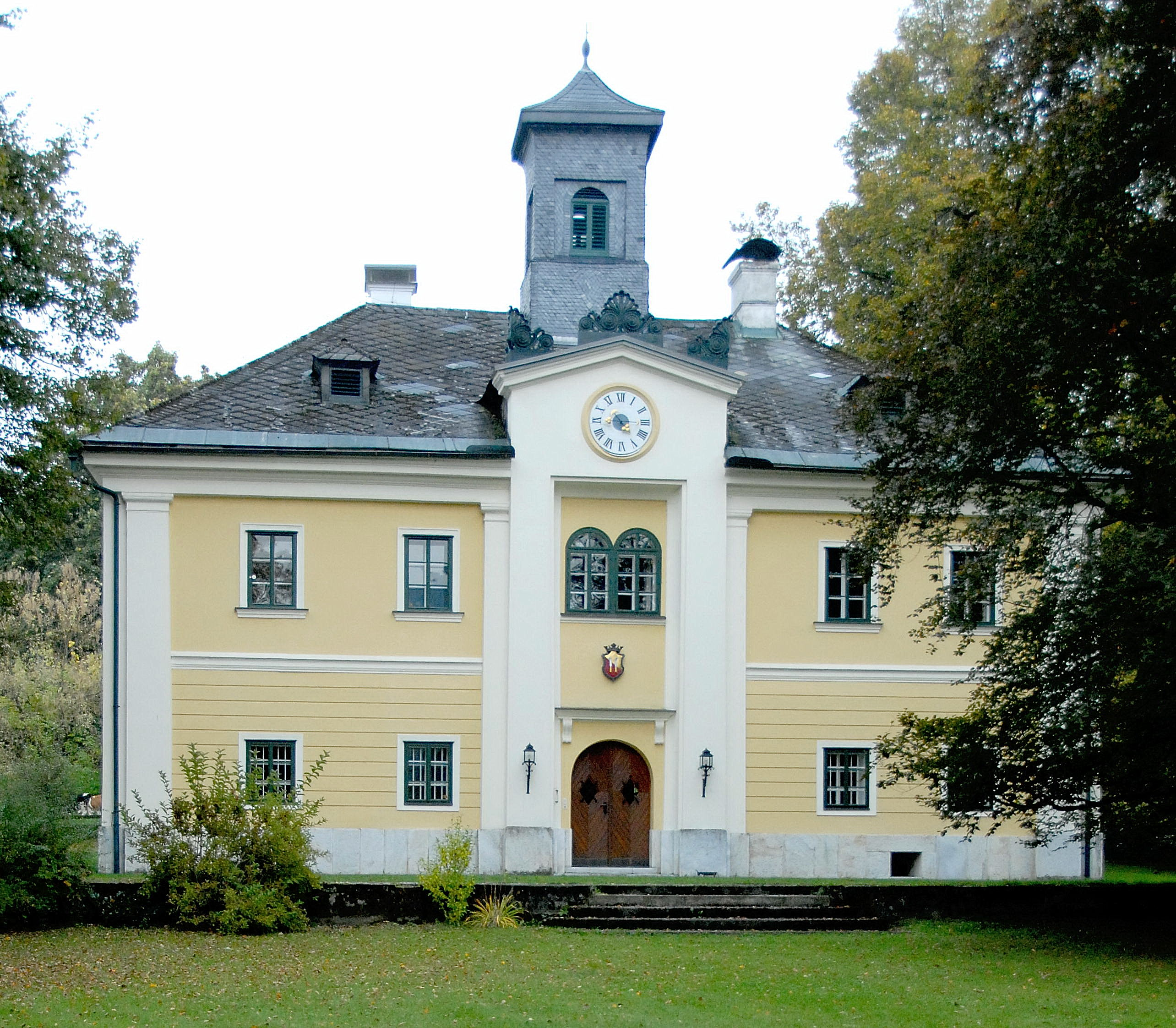
Schloss Dietrichstein

Um 1500 wurde am Fuß der Burg ein kleines Schloss errichtet, vielleicht durch Erweiterung eines ehemaligen Wirtschaftsgebäudes der Burg. Es wurde von Erasmus Mägerl, von denen von Mallentein sowie von den Lassachern von Weyersberg bewohnt. Es folgten weitere Besitzwechsel (Kulmer, Mandorf, Grotta), bis das Gebäude 1838 wieder in den Besitz der Fürsten von Dietrichstein kam und 1840 im spätklassizistischen Stil umgestaltet wurde. Seit dem Verkauf 1932 dient der Bau als Wohngebäude eines landwirtschaftlichen Betriebs. 1972/73 wurde der Bau restauriert.
Das Schloss ist ein zweigeschoßiger, würfelförmiger Bau mit Dachreiter. An der Nordseite ist die fünfachsige Hauptfassade; die Ost- und Westseite weisen tiefe Rundbogennischen auf. Die Tonnengewölbe und Stichkappen im Erdgeschoß gehen auf das Spätmittelalter zurück. Ein römisches Grabbaurelief aus dem 2. Jahrhundert ist im Erdgeschoß eingemauert.
Westlich des Schlosses steht ein Stadel mit Ziegelgitterfenstern.

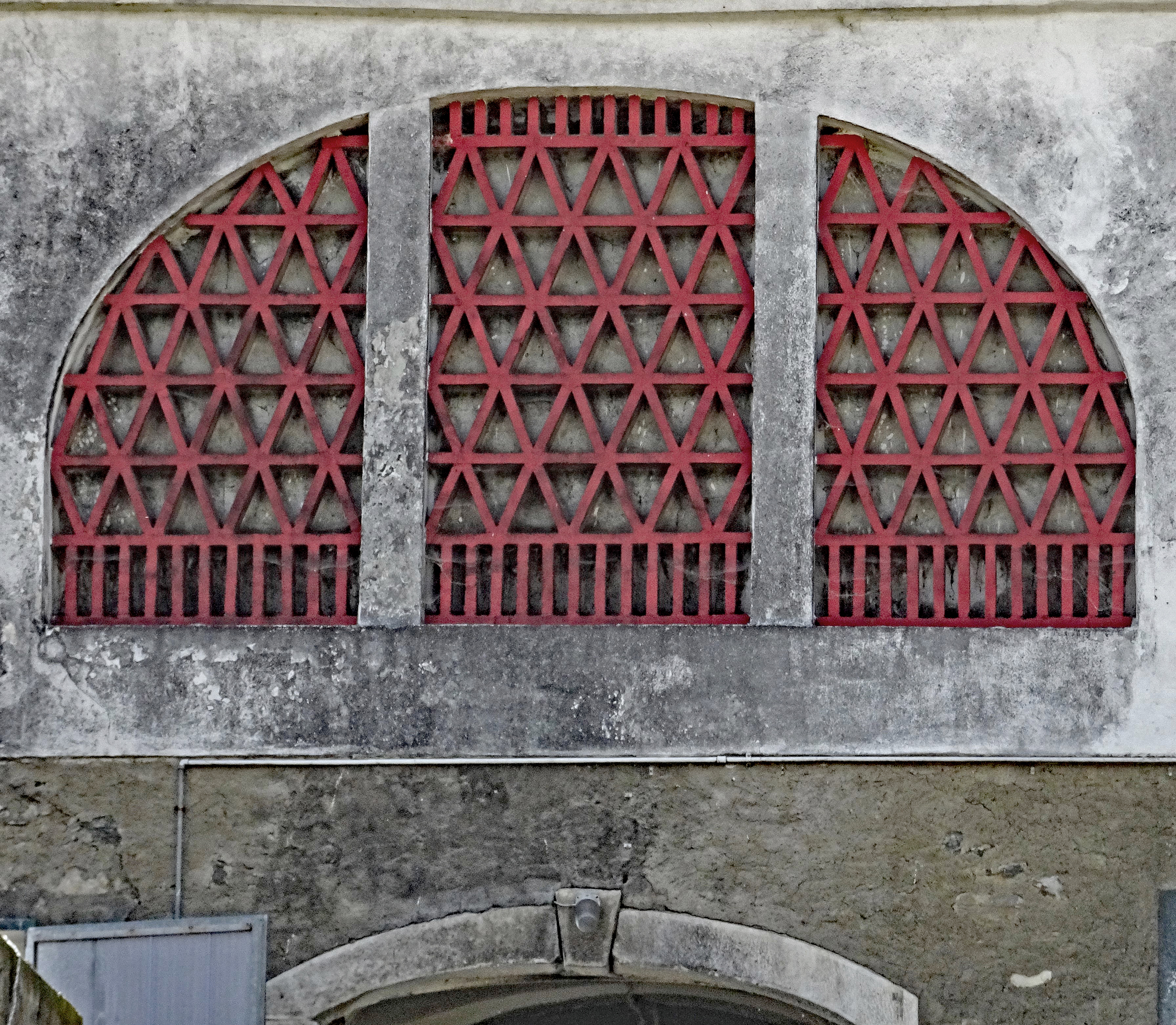
Ziegelgitterfenster

Zum Gut gehört der Dietrichsteiner See.